# ジョージ・セーリング
ジョージ・セーリング（George J. Saling、1909年7月24日 - 1933年4月15日)は、アメリカ合衆国の陸上競技選手。1932年ロサンゼルスオリンピックの金メダリストである。

## 経歴
セーリングは在学していたアイオワ大学で、最上級となった1932年には世界トップクラスのハードラーとしての名声を受けていた。全米大学選手権の100mハードルでは当時の世界記録、アメリカのパーシー・ベアードの14.2に並ぶ記録で優勝。AAU選手権の110mハードルでは敗れてしまったものの、200mハードルでは優勝し、ロサンゼルスオリンピックの出場を決めた。
オリンピックでは、ライバルと目されていたベアードと準決勝、決勝と対戦し、準決勝ではセーリングは0.2秒おさえ先着。そして決勝でも0.1.秒おさえセーリングが金メダルを獲得した。
しかし、セーリングはオリンピックで金メダルを獲得してからわずか半年後、ミズーリ州内で、自動車事故によりわずか23歳でこの世を去った。